# Вероніка тирличева
Вероніка тирличева (Veronica gentianoides) — багаторічна трав'яна рослина, вид роду Вероніка (Veronica) родини Подорожникові (Plantaginaceae). Декоративна рослина.

## Ботанічний опис
Рослина висотою 30-80 (до 100) см. Стебла прямі, прості, частіше одиночні, у верхній частині іноді фіолетові. Прикореневі пагони безплідні, залозисто опушені, голі або майже голі.
Кореневище косе чи горизонтальне, повзуче, тонке, довге.
Прикореневі листки зібрані у розетку, товстуваті, шкірясті, ланцетні, оберненояйцеподібні-ланцетні або майже округлі, лопатчаті, часто довжиною до 15 см та шириною 3 см, цілокраї, до верхівки неглибоко пилчато-зубчаті, по краю білувато-хрящуваті, поступово звужені у короткий крилатий черешок. Стеблові — розставлені, нижні супротивні, верхні чергові, майже сидячі, зубчаті або цілокраї, поступово переходять у лінійно-ланцетні, цілокраї.
Суцвіття верхівкові китиці, пухкі, багатоквіткові, залозисто запушені. Чашечка довжиною 2,5-5 мм, з чотирма вузьколанцетними або довгастими, майже однаковими, тупими частками довжиною 1-3 мм; Віночок діаметром 8-10 мм, блідо-блакитний або білуватий, з темно-синіми смужками по всій довжині або в нижній частині. Тичинки майже рівні віночку; Пиляки бузкові, яйцеподібні; нитки білі, прямі; Стовпчики довгі, блідо-сині, поступово потовщені.
Плід — коробочка, довжиною 3-8 мм, шириною 3-7 мм, округло-оберненосердцеподібна або еліптична, трохи сплюснута, на верхівці злегка виїмчаста, з округлою основою. Насіння майже увігнуте, з рубчиком, гладке, еліптичне, довжиною близько 1 мм.

## Поширення
Вид поширений у Східній Європі та у Малій Азії. В Україні зустрічається у Криму та у Закарпатті, росте на гірських луках та лісових галявинах.